# Ruine Wildberg (Haßberge)
Die Ruine Wildberg ist der Rest einer hochmittelalterlichen Adelsburg, die sich einst direkt am Rennweg auf einem 455 m ü. NN hohen Bergsporn erhob. Die Burgruine, von der allerdings nur noch sehr wenig Bausubstanz erhalten ist, befindet sich östlich des Weilers Lindleshof im gemeindefreien Gebiet Sulzfelder Forst im unterfränkischen Landkreis Rhön-Grabfeld in Bayern, Deutschland. Von der Burg sind nur wenige geschichtliche Nachrichten bekannt, erhalten haben sich von ihr nur kleinere Mauerreste, mehrere Gräben und ein Wall.

## Geschichte
Die Burg, die während des 12. Jahrhunderts gegründet wurde war der Stammsitz des gleichnamigen Adelsgeschlechtes. Die Herren, ungesichert evtl. auch Grafen von Wildberg, beherrschten einen Untergau des östlichen Grabfeldes (grapfeld orientalis), der einen Teil der Haßberge und das Heldburger Unterland umfasste. Während der mainfränkischen Besiedlung des heutigen Südthüringens griff ihre Herrschaft zeitweise auch auf die angrenzenden Räume Hildburghausen, Römhild, Rodach und das Coburger Land aus, bis sie von den dort entstehenden Regionalmächten auf ihr angestammtes Herrschaftsgebiet in den Haßbergen zurückgedrängt wurden. Die Wildberger sind erstmals im Jahr 1123 auf ihrer Burg urkundlich erwähnt. Durch Heirat waren sie mit den Grafen von Henneberg, insbesondere der Linie Henneberg-Aschach, verwandtschaftlich verbunden. Konrad von Wildberg übertrug 1293 die Vogteirechte am Kloster Sankt Johanniszelle unter Wildberg, einem Zisterzienserinnen- oder Benediktinerinnenkonvent unterhalb der Burg, das von den Wildbergen mit weiteren Mitteln und Rechten ausgestattet wurde. Um das Jahr 1368 starb das Geschlecht aus.
Die Burg Wildberg war schon vorher an die Grafschaft Henneberg gefallen. Als Teil der Neuen Herrschaft war sie Bestandteil des Erbes der Henneberger Regentin Jutta von Brandenburg. Der Gemahl deren Tochter Elisabeth, Graf Eberhard II. von Württemberg, verkaufte die Burg an das Hochstift Würzburg. Die Burg wurde als Amtssitz des Hochstiftes benutzt (Amt Wildberg). 1525 wurde die Burg im Bauernkrieg zerstört und nicht wieder aufgebaut.
Im Jahre 1977 wurden die Gewölbe wieder freigelegt und gesichert. In jüngerer Zeit wurden von der Gemeinde Sulzfeld und den Staatsforstbetrieb in Bad Königshofen einige Sicherungsmaßnahmen durchgeführt und dabei auch neue Informationstafeln aufgestellt. Die Ruine ist heute im Besitz des Freistaates Bayern.
Das heute vom Bayerischen Landesamt für Denkmalpflege als Burgruine Wildberg, Mauerreste und Kellergewölbe einer spätmittelalterlichen Anlage erfasste Baudenkmal ist zudem ein als Hoch- und spätmittelalterliche sowie frühneuzeitliche Burgruine „Wildenburg“ verzeichnetes Bodendenkmal.

## Beschreibung
Die ehemalige Spornburg liegt auf einem nach Westen vorspringenden Sporn des Großen Breitenberges, dessen Nord-, West- und Südhang 200 Höhenmeter steil zu Tal abfallen. Da sie an diesen drei Seiten von Natur aus sehr gut geschützt war, musste nur die Hauptangriffsseite der Burg im Osten durch drei Gräben und einen Wall gesichert werden. Die Gesamtfläche des heutigen Burgstalls beträgt etwa 180 mal 40 Meter.
170 Meter östlich der Spornspitze wurde ein erster Halsgraben angelegt, er ist heute noch etwa zehn Meter breit und vier Meter tief. Ein zweiter Abschnittsgraben verläuft zehn Meter weiter westlich quer über den Bergrücken, er ist noch 20 Meter breit und sechs Meter tief. Zwischen diesem und dem wiederum in zehn Meter folgendem dritten Graben liegt ein zehn Meter breiter Wall, der aus dem Aushub des zweiten und dritten Grabens entstanden ist. Der dritte Graben ist noch acht Meter breit und vier Meter tief. In ihm sind zwei gemauerte Stützen der früheren Brücke zum Hauptburgbereich sichtbar.
Die Fläche der Hauptburg ist noch etwa 100 Meter lang und 40 Meter breit, hier sind die Gewölbereste eines Kellers und weitere Mauerreste, die etwa 1,5 Meter stark und noch 2,5 Meter hoch anstehen, erhalten.
Gesichert wurde der Kernbereich der Burg zusätzlich von einem vier Meter breiten und bis zu zwei Meter tiefen Hanggraben, der sich um die Spornspitze zog.

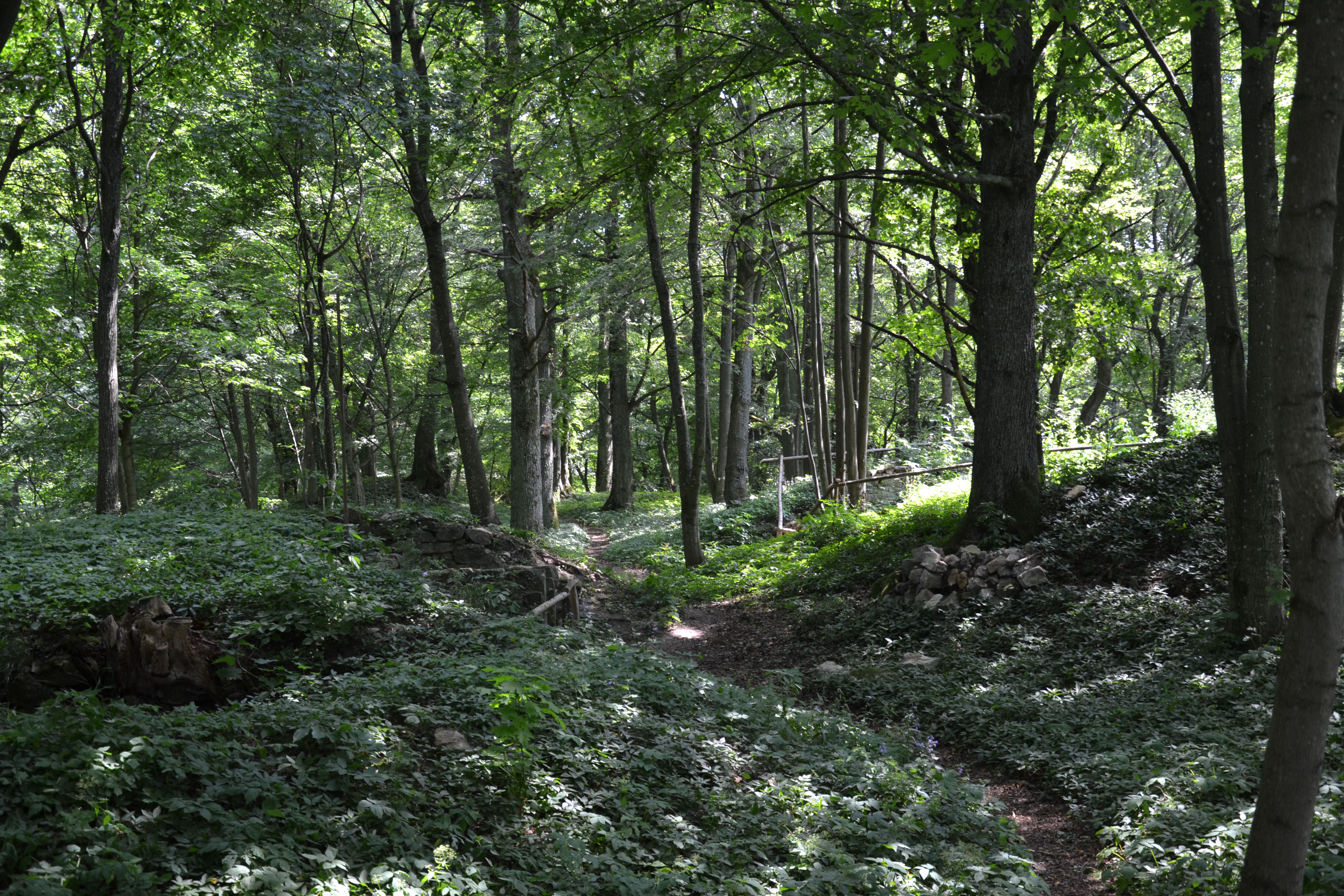
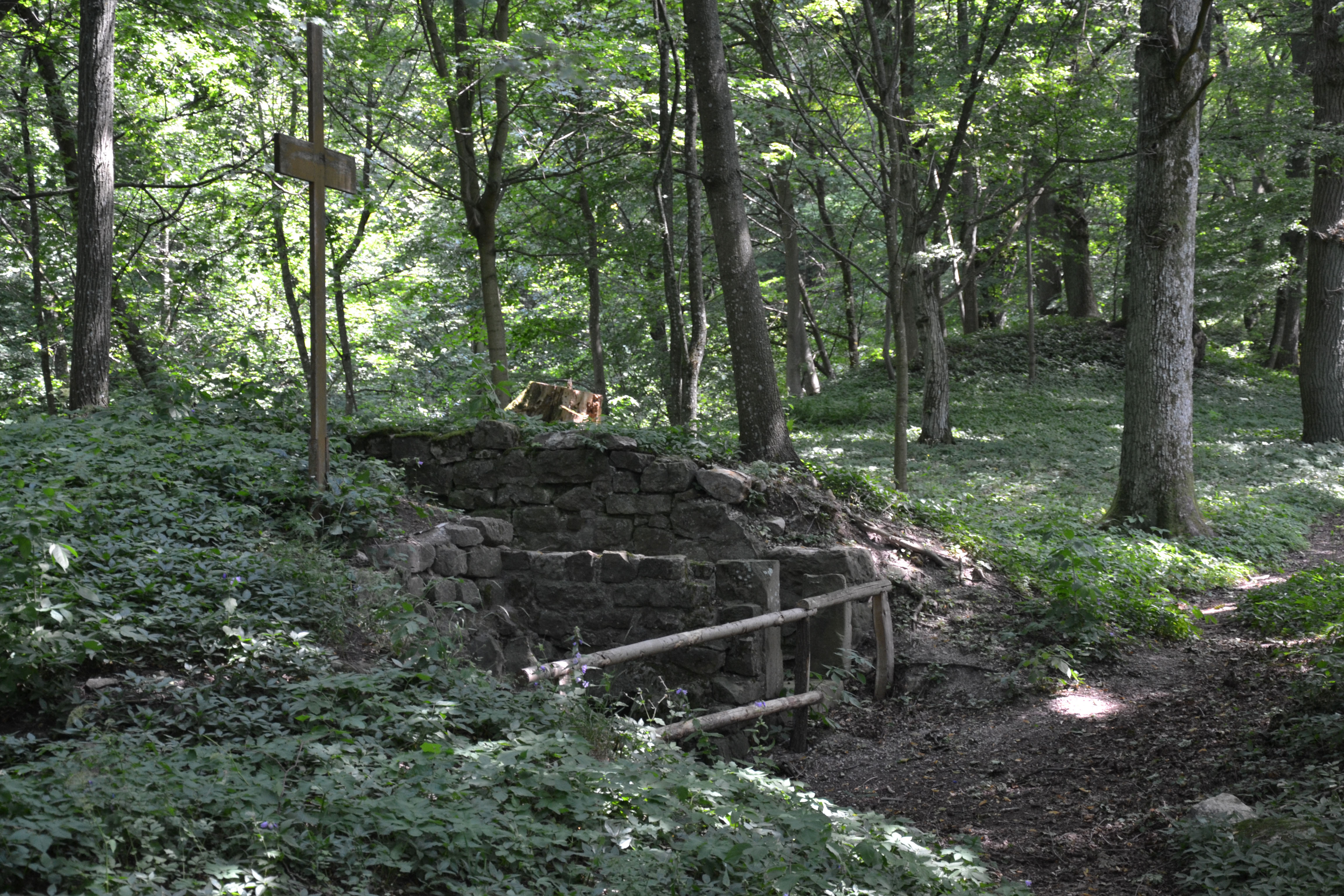
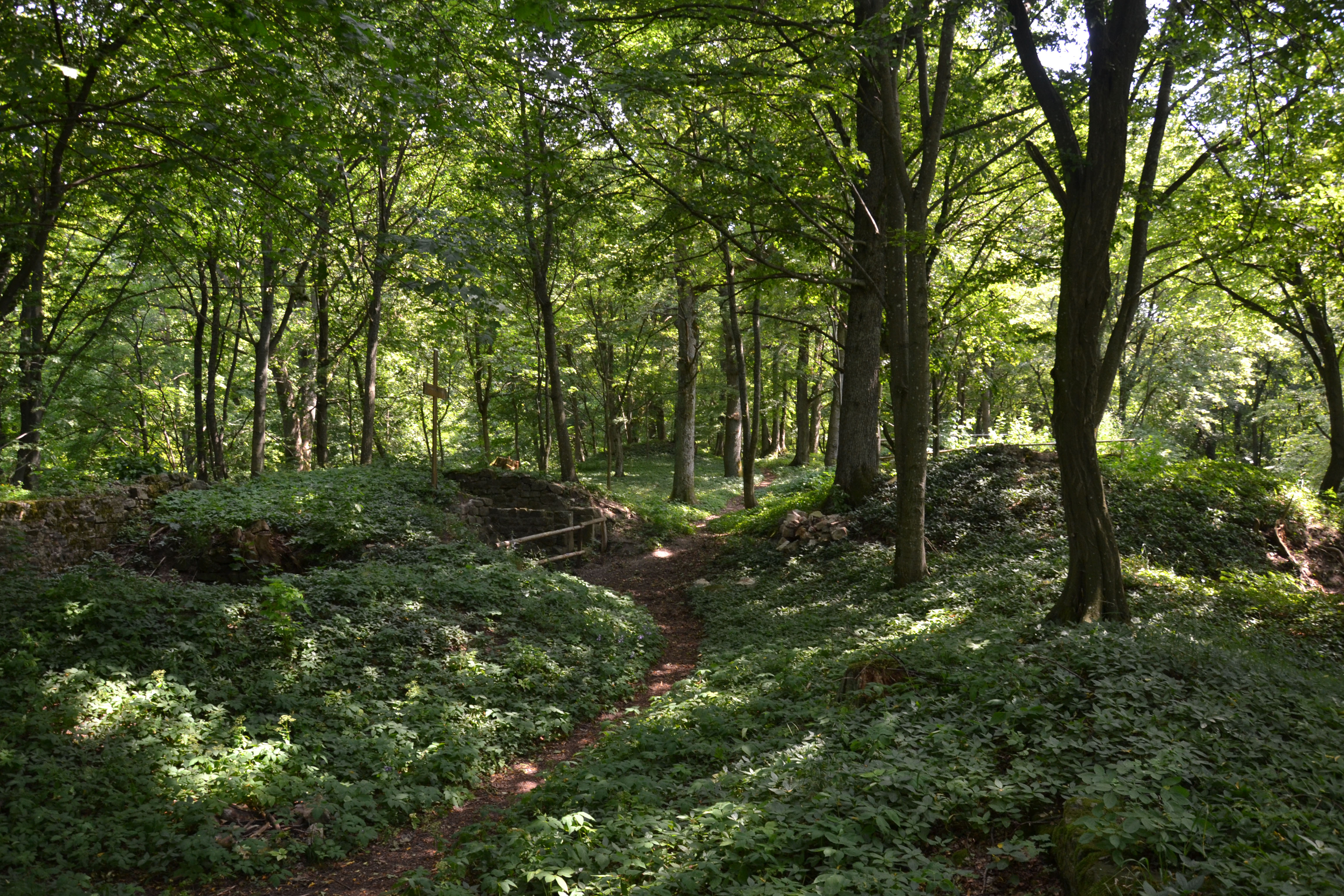
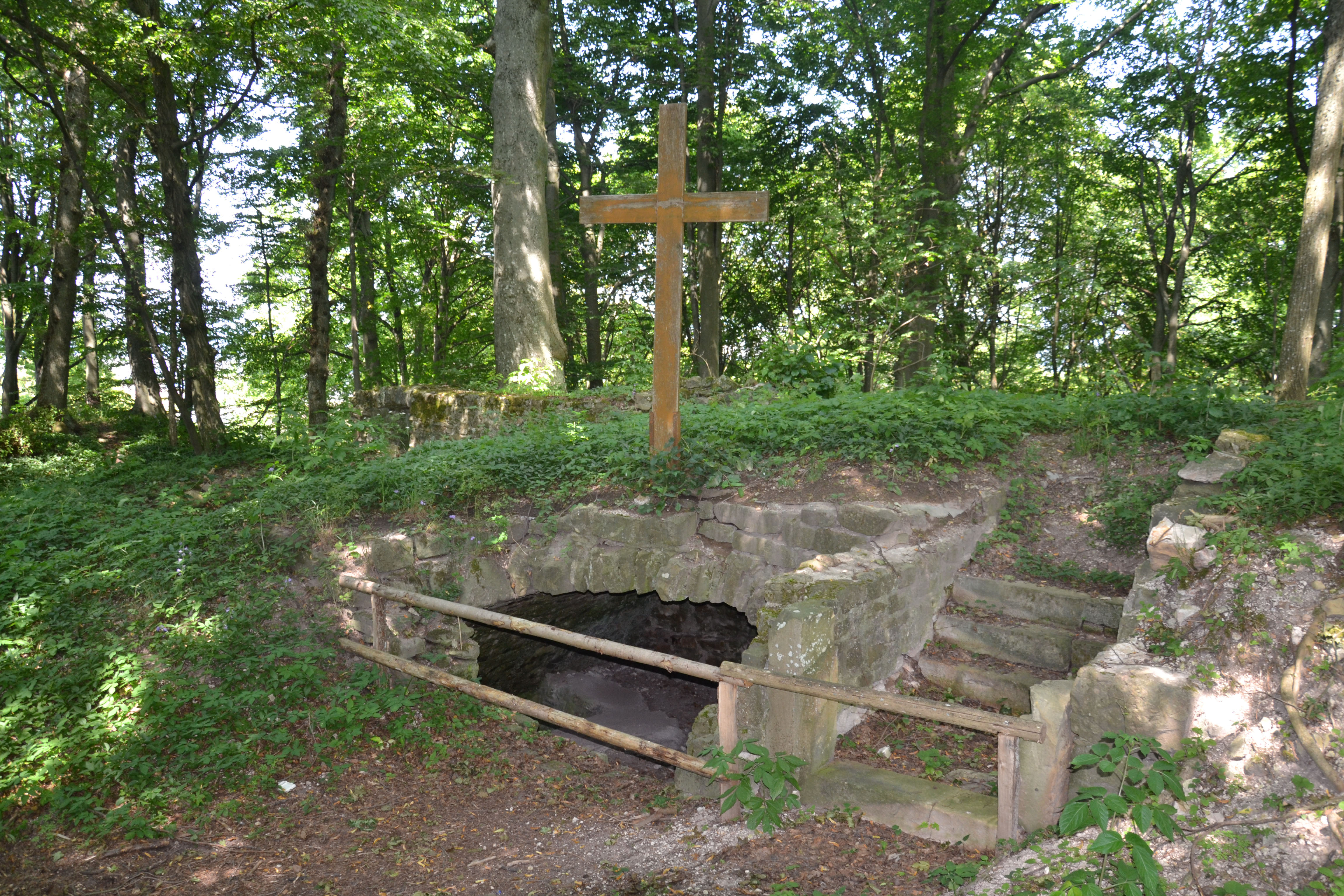
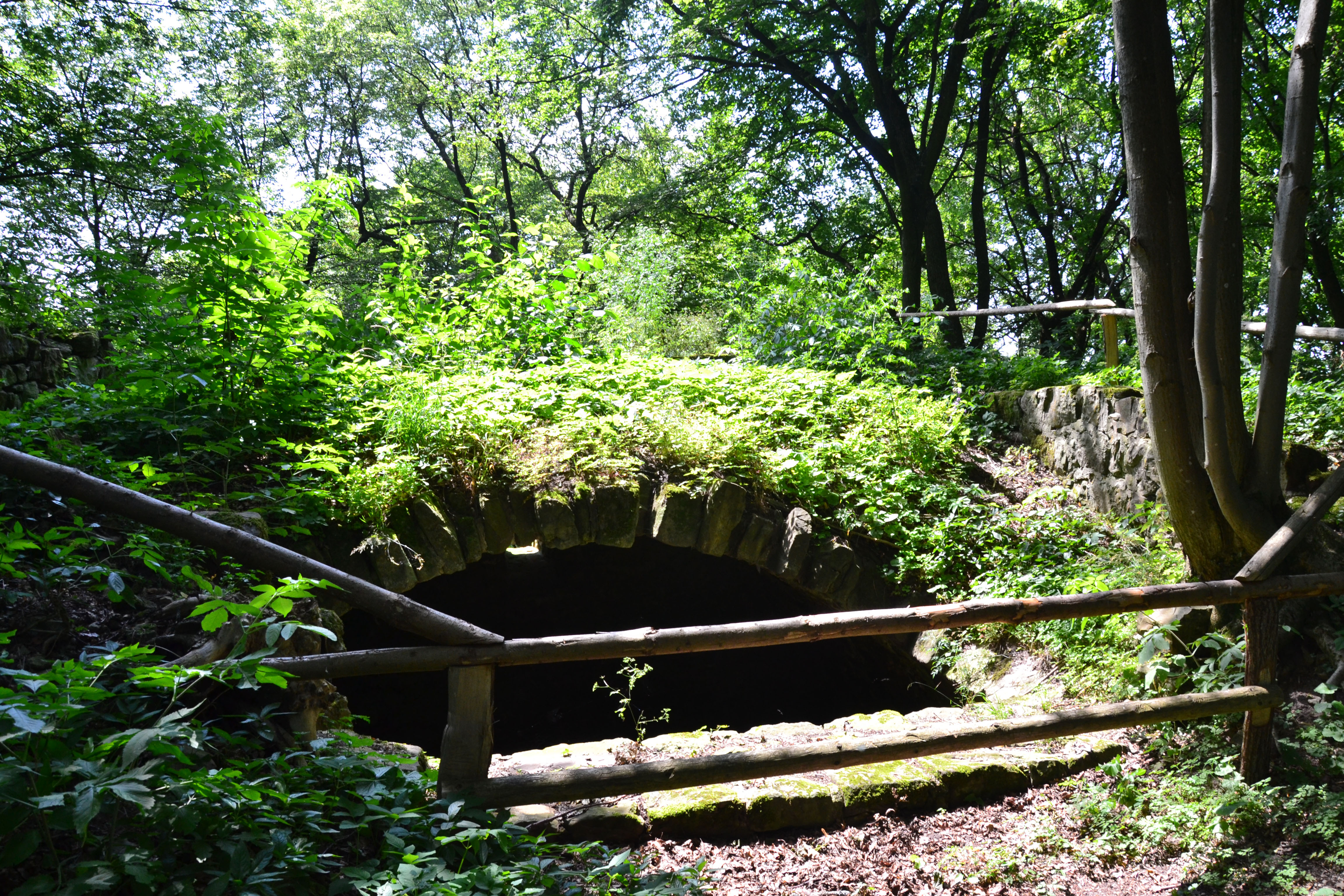